# Diecezja Pawii
Diecezja Pawii – diecezja Kościoła rzymskokatolickiego we Włoszech, a dokładniej w Lombardii. Należy do metropolii Mediolanu.  Powstała już w I wieku. Była rodzinną diecezją papieża Jana XIV. Katedra diecezjalna jest miejscem spoczynku św. Syrusa, pierwszego biskupa Pawii.